# São Tiago (kommun)
São Tiago är en kommun i Brasilien.   Den ligger i delstaten Minas Gerais, i den sydöstra delen av landet, 700 km sydost om huvudstaden Brasília. Antalet invånare är 10 553.
Omgivningarna runt São Tiago är huvudsakligen savann. Runt São Tiago är det glesbefolkat, med 17 invånare per kvadratkilometer.